# Đảng Dân ý
Đảng Dân ý (tiếng Tây Ban Nha: Voluntad Popular, VP) là một chính đảng quốc tế xã hội chủ nghĩa do Leopoldo López thành lập tại Caracas tháng 12 năm 2014. Đảng này hiện chiếm 14/167 ghế quốc hội Venezuela và là lực lượng trung tâm của Liên minh bàn tròn Thống nhất Dân chủ trong cuộc đối đầu với nội các Nicolás Maduro.

## Lịch sử

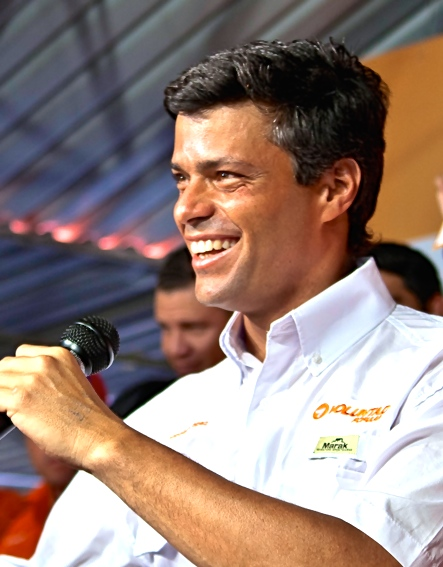
Leopoldo López năm 2012

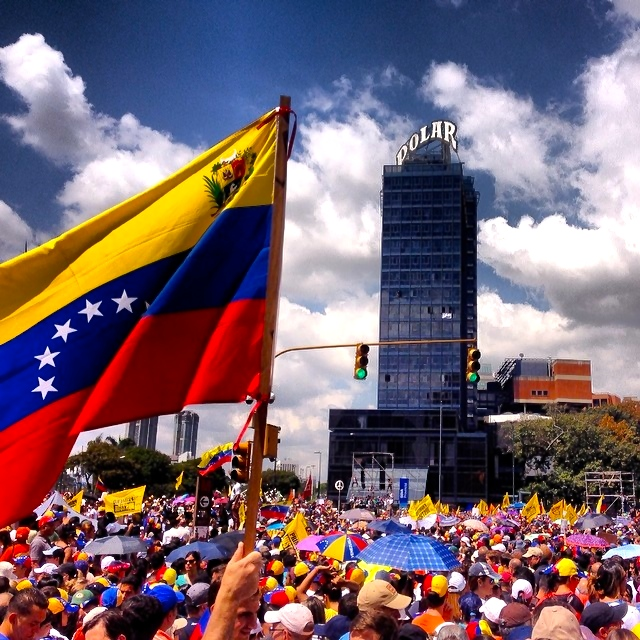
Protestors in Caracas on ngày 12 tháng 2 năm 2014

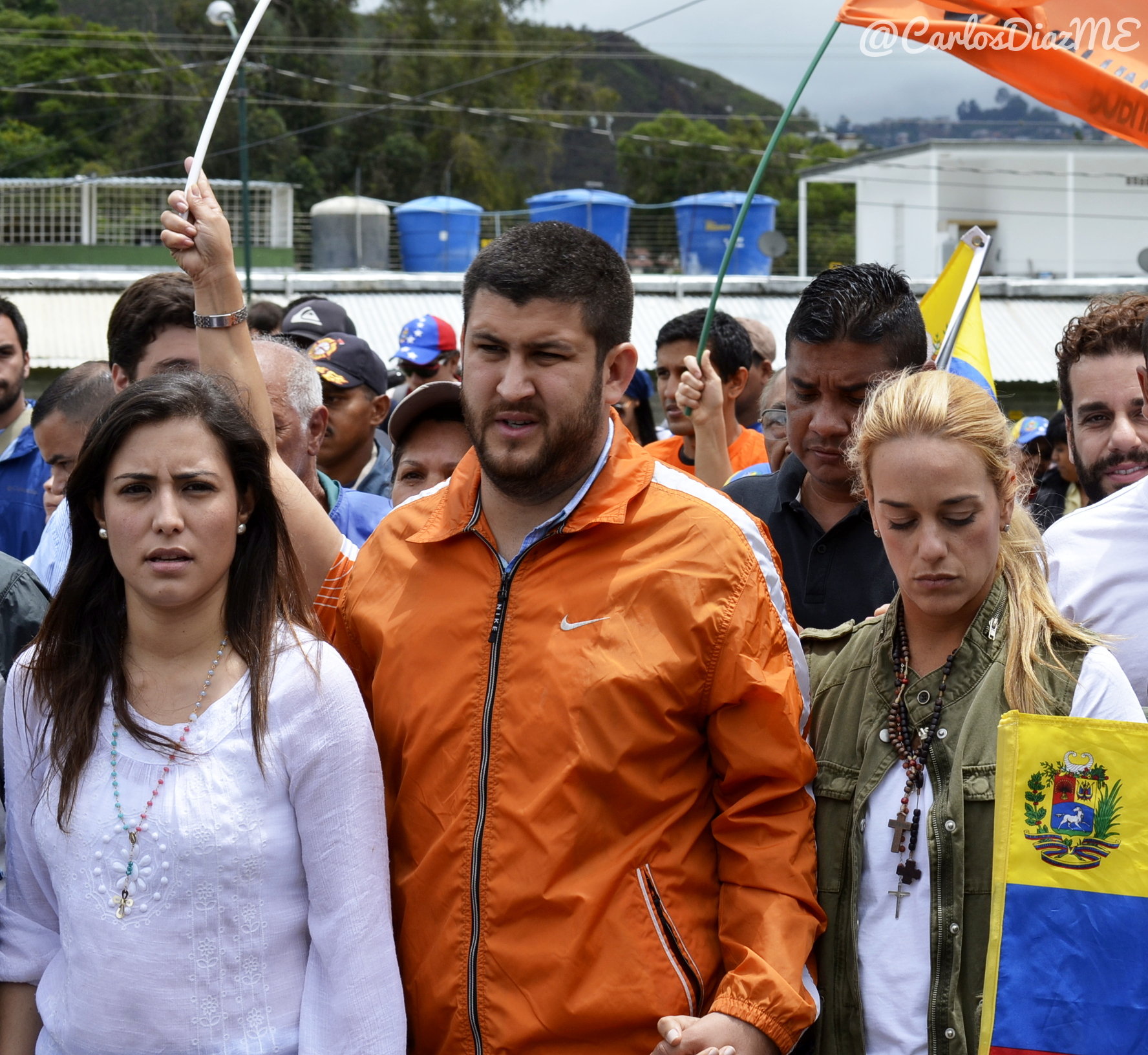
Patricia Gutiérrez (Mayor of San Cristóbal), David Smolansky (Mayor of El Hatillo) and Lilian Tintori gathered at Ramo Verde Prison following López's arrest

### Thị trưởng là đảng viên Dân Ý
- Fabio José Canache – Píritu, Anzoátegui
- Lumay Barreto – Páez, Apure
- Delson Guarate – Mario Briceño Iragorry, Aragua
- José Gregorio "Gollo" Martínez – Piar, Bolívar
- Yovanny Salazar – Chaguaramas, Guárico
- Álvaro Sánchez – Rangel, Mérida
- David Smolansky – El Hatillo, Miranda
- Warner Jiménez – Maturín, Monagas
- Luis Daniel "Sañelo" Cabeza – Bolívar, Sucre
- Patricia de Ceballos – San Cristóbal, Táchira
- Alberto Maldonado – Torbes, Táchira
- Alejandro "Tato" García – Ureña, Táchira
- William Galavis – Guásimos, Táchira
- José Karkom – Valera, Trujillo
- José Acisclo Viloria – Miranda, Trujillo